# Alonso de Salazar
Toribio Alonso de Salazar (Encartaciones, Biscaia, segle xv - algun indret del Pacífic, 5 de setembre de 1526) va ser un navegant i explorador espanyol que va participar en l'expedició de García Jofre de Loaisa, la qual comandà durant poc menys d'un mes en morir prematurament per culpa de l'escorbut. Fou el primer europeu a descobrir les illes Marshall.

## Biografia
Nascut a Biscaia, Salazar es va sentir atret des de ben jove pel mar i els viatges d'exploració. El 1525 es va enrolar en l'expedició de García Jofre de Loaisa que havia d'arribar a les illes de les espècies a través de l'estret de Magallanes, sent nomenat tresorer a la nau San Lesmes, comandada per Francisco de Hoces. L'expedició va salpar de la Corunya el 24 de juliol de 1525, amb una flota de sis vaixells.
L'expedició va ser una successió de desastres, calamitats i desercions. Durant el viatge van morir, entre d'altres, el capità Loaisa i Elcano. Tres de les naus no van arribar a creuar l'estret de Magallanes i només una, la nau capitana, la Santa María de la Victoria va arribar a les Moluques, on la tripulació es va haver d'enfrontar als portuguesos durant gairebé un any. Finalment sols 24 homes d'aquesta nau van tornar a Espanya; més de 450 homes s'havien quedat pel camí.
En abordar l'estret de Magallanes la San Lesmes es va veure immersa en un dur temporal que la va dur a viatjar fins als 55º de latitud sud, sent els primers a descobrir el pas del cap d'Hornos, l'extrem meridional del continent. D'aquesta manera s'anticipaven 55 anys al pirata Francis Drake, i és per això que a Espanya i part d'Hispanoamèrica s'anomena mar de Hoces el que posteriorment ha estat conegut com a passatge de Drake. Van retornar a l'estret de Magallanes, i van aconseguir superar-lo el 26 de maig de 1526, després de 48 dies de travessia pel mateix.
Durant la travessia per l'oceà Pacífic les naus es van separar per un nou temporal i de la San Lesmes mai més se'n va saber res, tot i que Salazar ja no hi viatjava a bord, sinó que ho feia a la nau capitana. En morir Loaisa, el 30 de juliol, es va fer càrrec del comandament Juan Sebastián Elcano, que va morir 5 dies després. Salazar, també afectat per l'escorbut, va morir un mes després, però en el seu curt lideratge fou el primer europeu a descobrir, pels occidentals, les illes Marshall el 21 d'agost de 1526, tot i que no es té constància que hi atraquessin. També es creu que va albirar l'atol Bokak.
Després de deixar l'illa de Guam la seva salut es va deteriorar ràpidament, morint el 5 setembre de 1526.